# ぶっこみジャパニーズ
『ぶっこみジャパニーズ』は、TBS系列で不定期に放送されていたバラエティ番組。

## 概要
世界で人気の日本文化に便乗した海外の「ニセジャパン」な店舗に日本のカリスマ（寿司職人、武道の達人など）が潜入調査を実施し、正しい日本文化を伝授する。
概ねの番組の流れは、以下のとおり（多少の例外あり）。
1. ターゲットとする「ニセジャパン」な店舗や人（以下「ターゲット」）をスタッフが探し出し、「日本のダメ人間を修行させて、更生させる」というウソ企画を持ち掛ける。
2. ダメ人間役として、ダメ人間っぽい雰囲気の格好をした達人がターゲットに潜入する。回によっては、「日本の売れないお笑いタレントが修行」という名目で、著名なお笑いタレント風の格好をして潜入することもある[2]。
3. 修行を通じて、達人がターゲットの悪しき実態を把握する。修行の間は、達人であるとバレないよう、わざと下手に料理したり、下手な絵や武道を披露するなどする。
4. 2,3日の修行でターゲットの実態が分かったところで、「止む無く日本に帰国」とウソの理由でターゲットから離れる。その数日後に、ターゲットまたはその近辺のイベント会場などで、達人がその技を披露するショーが開催される告知が既にされているので、達人はその準備（料理の仕込みや稽古）に入る。
5. ショー当日。達人は、青地で額に「JAPAN」と書かれた目出し帽をした状態で[3]、ショーで日本の本物の技を披露する。
6. ショー終了後、ショーのMCのカウントダウンにより、達人が目出し帽を脱ぎ、ターゲットの前で正体を明かす。明かした後、達人側は騙していたことになるため、ターゲットにそれに対する謝罪（「騙して申し訳ありませんでした」など）をする。
7. ターゲットに今回の趣旨が分かったところで、ターゲットに対し、達人が正しい日本の技術を指導する。

## 批判
第5回放送では、番組に登場したスコットランドのラーメン店が番組側の依頼に応じてあえて変わったラーメンを出し協力したことを公表したため、このような番組の演出方法に対し批判が殺到した。
第9回放送では、番組に登場したレディビアードを「アニメの世界観を一切無視したとんでもないアニソン歌手」と紹介したことに対し、所属事務所は「番組制作担当者から提出された企画概要とまったく違う文脈で編集・オンエアされていた」と抗議、本人も「すごく悲しい」とツイートした。

## 出演者
- MC
  - おぎやはぎ
    - 小木博明
    - 矢作兼

### 過去の出演者
- MC
  - 高嶋ちさ子（第2回）

## スタッフ
第7回（2016年12月27日放送分）
- 構成：村松浩介、政宗史子、あないかずひさ
- ナレーター：大塚芳忠 / 服部潤、野坂尚也、村上裕哉、前田弘喜、拝真之介、亜城めぐ、川﨑芽衣子、押山沙織
- TP：深谷高史
- SW：宮崎健司
- CAM：秋山勇人
- VE：山下義子
- MIX：松本良道
- LD：中田学
- ロケCAM：岩澤治、渡部孝二
- 美術：高松浩則、小美野淳一
- 美術デザイン：谷佳奈恵
- 美術協力：アックス
- 編集：森田智之、青沼卓歩
- MA：細川健太郎
- 音響効果：赤座聡子（SPOT）
- TK：塚越倫子
- イラスト：山里將樹
- リサーチ：志田顕悟（スコープ）
- 技術協力：ニユーテレス、ティ・エル・シー、スタジオヴェルト、Sala、ポジティヴワン、GPA
- 撮影協力：ジャパンアフリカ、Mars Network, Inc.、DUO Creative
- 宣伝：岩下茉莉子（TBS）
- 編成：岸田大輔（TBS）
- AP：石川好子（IVSテレビ制作）
- AD：石鉢智也
- ディレクター：大槻圭介、篠原輝成、瀬野瑛
- 演出：多田隆人（IVSテレビ制作、第2回-）
- プロデューサー：野澤尚弘・須山由佳子（共にIVSテレビ制作、須山→第4回-）
- 製作：IVSテレビ制作、TBS

### 過去のスタッフ
- プロデューサー：成瀬広靖（IVSテレビ制作、第1回-第3回）

## 放送リスト
| 回数 | 放送日                    | 放送時間（JST） | ゲスト                                                                | VTR出演                                                  | VTR出演           | VTR出演                      |
| 回数 | 放送日                    | 放送時間（JST） | ゲスト                                                                | カリスマ                                                 | 分野              | 訪問地                       |
| ---- | ------------------------- | --------------- | --------------------------------------------------------------------- | -------------------------------------------------------- | ----------------- | ---------------------------- |
| 1    | 2013年10月9日 （水曜日）  | 23:58 - 00:58   | 知念沙也樺                                                            | 平野寿将                                                 | 日本料理          | メキシコ                     |
| 2    | 2014年3月18日 （火曜日）  | 21:00 - 22:48   | あき竹城、岡田圭右、 筧美和子、山田五郎                               | 阿部智之 （すし善銀座店）                                | 寿司              | ロサンゼルス(アメリカ)       |
| 2    | 2014年3月18日 （火曜日）  | 21:00 - 22:48   | あき竹城、岡田圭右、 筧美和子、山田五郎                               | 古谷一郎 （なんつッ亭）                                  | ラーメン          | プーリア(イタリア)           |
| 3    | 2014年12月24日 （水曜日） | 21:00 - 22:54   | 市川猿之助、篠原信一、 潮田玲子、渡部陽一                             | 風戸正義 （千葉 さかえ寿司）                             | 寿司              | フェニックス（アメリカ）     |
| 3    | 2014年12月24日 （水曜日） | 21:00 - 22:54   | 市川猿之助、篠原信一、 潮田玲子、渡部陽一                             | 北島三郎 大江裕                                          | 演歌              | エチオピア                   |
| 4    | 2015年6月23日 （火曜日）  | 21:00 - 22:48   | 市川春猿、古閑美保、 浅田舞、渡部陽一                                 | 松田春喜 （三重 東京大寿司）                             | 寿司              | リスボン（ポルトガル）       |
| 4    | 2015年6月23日 （火曜日）  | 21:00 - 22:48   | 市川春猿、古閑美保、 浅田舞、渡部陽一                                 | 維新力浩司                                               | 相撲              | ロサンゼルス（アメリカ）     |
| 5    | 2015年12月29日 （火曜日） | 18:30 - 22:00   | 市川猿之助、松木安太郎、 ディーン・フジオカ、 あき竹城、青木愛        | 小川洋利                                                 | 寿司              | メキシコシティ（メキシコ）   |
| 5    | 2015年12月29日 （火曜日） | 18:30 - 22:00   | 市川猿之助、松木安太郎、 ディーン・フジオカ、 あき竹城、青木愛        | 上田みさえ （埼玉 麺家うえだ）                           | ラーメン          | エディンバラ(イギリス)       |
| 5    | 2015年12月29日 （火曜日） | 18:30 - 22:00   | 市川猿之助、松木安太郎、 ディーン・フジオカ、 あき竹城、青木愛        | 瀧本誠                                                   | 柔道              | イタリア                     |
| 6    | 2016年6月21日 （火曜日）  | 19:00 - 22:54   | 梅沢富美男、振分親方、 山村紅葉、高畑裕太、 浅田舞、トリンドル玲奈    | 小川洋利                                                 | 寿司              | キューバ                     |
| 6    | 2016年6月21日 （火曜日）  | 19:00 - 22:54   | 梅沢富美男、振分親方、 山村紅葉、高畑裕太、 浅田舞、トリンドル玲奈    | 蒼志 （武蔵一族）                                        | 忍術              | クリーブランド(アメリカ)     |
| 6    | 2016年6月21日 （火曜日）  | 19:00 - 22:54   | 梅沢富美男、振分親方、 山村紅葉、高畑裕太、 浅田舞、トリンドル玲奈    | 森田真司 （香川 もり家）                                 | うどん            | メキシコシティ（メキシコ）   |
| 6    | 2016年6月21日 （火曜日）  | 19:00 - 22:54   | 梅沢富美男、振分親方、 山村紅葉、高畑裕太、 浅田舞、トリンドル玲奈    | サッキ・マウロ （名古屋 シチアーノ）                     | イタリア料理      |                              |
| 7    | 2016年12月27日 （火曜日） | 18:30 - 22:00   | 梅沢富美男、三田寛子、 松木安太郎、河北麻友子、 佐野岳                | 小川洋利                                                 | 寿司              | ウォルビスベイ(ナミビア)     |
| 7    | 2016年12月27日 （火曜日） | 18:30 - 22:00   | 梅沢富美男、三田寛子、 松木安太郎、河北麻友子、 佐野岳                | 松本行雄                                                 | そば              | フェニックス（アメリカ）     |
| 7    | 2016年12月27日 （火曜日） | 18:30 - 22:00   | 梅沢富美男、三田寛子、 松木安太郎、河北麻友子、 佐野岳                | 渡辺洋一 （太鼓集団天邪鬼）                              | 和太鼓            | インディアナポリス(アメリカ) |
| 8    | 2017年4月11日 （火曜日）  | 19:00 - 22:54   | 小池徹平、浜口京子、 松木安太郎、三田寛子、 安田顕                    | 風戸正義                                                 | 寿司              | オリョール・クルスク(ロシア) |
| 8    | 2017年4月11日 （火曜日）  | 19:00 - 22:54   | 小池徹平、浜口京子、 松木安太郎、三田寛子、 安田顕                    | 岩波吉雄 （之久会）                                      | 剣道              | フェズ(モロッコ)             |
| 8    | 2017年4月11日 （火曜日）  | 19:00 - 22:54   | 小池徹平、浜口京子、 松木安太郎、三田寛子、 安田顕                    | 市川春猿改め河合雪之丞                                   | 女形 （劇団新派） | オスロ（ノルウェー）         |
| 9    | 2017年10月3日 （火曜日）  | 19:00 - 22:54   | 假屋崎省吾、草野仁、 佐野岳、棚橋弘至、 中川翔子、本田望結、 森公美子 | 菊川結衣                                                 | 空手              | サウスカロライナ（アメリカ） |
| 9    | 2017年10月3日 （火曜日）  | 19:00 - 22:54   | 假屋崎省吾、草野仁、 佐野岳、棚橋弘至、 中川翔子、本田望結、 森公美子 | 小川洋利                                                 | 寿司              | タスマニア(オーストラリア)   |
| 9    | 2017年10月3日 （火曜日）  | 19:00 - 22:54   | 假屋崎省吾、草野仁、 佐野岳、棚橋弘至、 中川翔子、本田望結、 森公美子 | 水木一郎                                                 | アニソン          | タイ                         |
| 10   | 2017年12月28日 （木曜日） | 19:00 - 22:00   | 飯豊まりえ、高橋英樹、 瀧本誠、松木安太郎、 森公美子、和田正人        | 地引淳 （神奈川 独楽寿司・まさのすけ本店）               | 寿司              | ヨハネスブルク(南アフリカ)   |
| 10   | 2017年12月28日 （木曜日） | 19:00 - 22:00   | 飯豊まりえ、高橋英樹、 瀧本誠、松木安太郎、 森公美子、和田正人        | 青野航                                                   | 剣道              | アメリカ                     |
| 11   | 2018年4月5日 （木曜日）   | 20:00 - 23:07   | 梅沢富美男、関根麻里、 玉木宏、浜口京子、 松木安太郎                  | 小川洋利                                                 | 寿司              | マイアミ(アメリカ)           |
| 11   | 2018年4月5日 （木曜日）   | 20:00 - 23:07   | 梅沢富美男、関根麻里、 玉木宏、浜口京子、 松木安太郎                  | 奥村仁 （東京 天ぷら阿部銀座本店）                       | 天ぷら            | マイアミ(アメリカ)           |
| 11   | 2018年4月5日 （木曜日）   | 20:00 - 23:07   | 梅沢富美男、関根麻里、 玉木宏、浜口京子、 松木安太郎                  | 島口哲朗                                                 | 殺陣              | アルゼンチン                 |
| 12   | 2018年12月27日 （木曜日） | 20:00 - 23:04   | ISSA、榊原郁恵、 高山一実、松木安太郎                                 | カルミネ・コッツォリーノ （東京 リストランテ・カルミネ） | イタリア料理      |                              |
| 12   | 2018年12月27日 （木曜日） | 20:00 - 23:04   | ISSA、榊原郁恵、 高山一実、松木安太郎                                 | 風戸正義                                                 | 寿司              | カンポ・グランデ(ブラジル)   |
| 12   | 2018年12月27日 （木曜日） | 20:00 - 23:04   | ISSA、榊原郁恵、 高山一実、松木安太郎                                 | SNACK （ARIYA）                                          | ブレイクダンス    | ロサンゼルス(アメリカ)       |
| 12   | 2018年12月27日 （木曜日） | 20:00 - 23:04   | ISSA、榊原郁恵、 高山一実、松木安太郎                                 | 古賀稔彦                                                 | 柔道              | ルアンダ(アンゴラ)           |
| 13   | 2019年6月27日 （木曜日）  | 20:00 -         | 秋元真夏、大谷亮平、 北山宏光、榊原郁恵、 松木安太郎                  | カルミネ・コッツォリーノ                                 | リゾット          |                              |
| 13   | 2019年6月27日 （木曜日）  | 20:00 -         | 秋元真夏、大谷亮平、 北山宏光、榊原郁恵、 松木安太郎                  | 大田忠道                                                 | 和食              | テキサス(アメリカ)           |
| 13   | 2019年6月27日 （木曜日）  | 20:00 -         | 秋元真夏、大谷亮平、 北山宏光、榊原郁恵、 松木安太郎                  | 佐藤舞 （山梨 慶雲館）                                   | 旅館              | スルグト(ロシア)             |
| 14   | 2019年12月19日 （木曜日） | 20:00 -         | 足立梨花、桂由美、 榊原郁恵、松木安太郎                               | カルミネ・コッツォリーノ                                 | ミートソース      |                              |
| 14   | 2019年12月19日 （木曜日） | 20:00 -         | 足立梨花、桂由美、 榊原郁恵、松木安太郎                               | 大田忠道                                                 | 和食              | クスコ(ペルー)               |
| 14   | 2019年12月19日 （木曜日） | 20:00 -         | 足立梨花、桂由美、 榊原郁恵、松木安太郎                               | 假屋崎省吾                                               | 生け花            | コペンハーゲン(デンマーク)   |
| 15   | 2020年3月19日 （木曜日）  | 19:00 - 22:00   | 片寄涼太、小島瑠璃子、 高橋英樹、谷亮子、 松木安太郎                  | 古賀稔彦                                                 | 柔道              | ベトナム                     |
| 15   | 2020年3月19日 （木曜日）  | 19:00 - 22:00   | 片寄涼太、小島瑠璃子、 高橋英樹、谷亮子、 松木安太郎                  | 野村直                                                   | ブレイクダンス    | ロサンゼルス(アメリカ)       |
| 15   | 2020年3月19日 （木曜日）  | 19:00 - 22:00   | 片寄涼太、小島瑠璃子、 高橋英樹、谷亮子、 松木安太郎                  | 大田忠道                                                 | 和食              | カイロ(エジプト)             |

## ネット局と放送時間

### 第1回
| 放送対象地域 | 放送局                | 系列    | 放送曜日と時間                          | 放送日の遅れ |
| ------------ | --------------------- | ------- | --------------------------------------- | ------------ |
| 関東広域圏   | TBSテレビ(TBS) 制作局 | TBS系列 | 2013年10月9日 (水曜) 23:58 - 0:58 (JST) | -            |

### 第2回以降
| 放送対象地域   | 放送局                  | 系列    | 放送曜日と時間   | 放送日の遅れ |
| -------------- | ----------------------- | ------- | ---------------- | ------------ |
| 関東広域圏     | TBSテレビ(TBS) 制作局   | TBS系列 | 放送リストを参照 | 同時ネット   |
| 北海道         | 北海道放送(HBC)         | TBS系列 | 放送リストを参照 | 同時ネット   |
| 青森県         | 青森テレビ(ATV)         | TBS系列 | 放送リストを参照 | 同時ネット   |
| 岩手県         | IBC岩手放送(IBC)        | TBS系列 | 放送リストを参照 | 同時ネット   |
| 宮城県         | 東北放送(TBC)           | TBS系列 | 放送リストを参照 | 同時ネット   |
| 山形県         | テレビユー山形(TUY)     | TBS系列 | 放送リストを参照 | 同時ネット   |
| 福島県         | テレビユー福島(TUF)     | TBS系列 | 放送リストを参照 | 同時ネット   |
| 山梨県         | テレビ山梨(UTY)         | TBS系列 | 放送リストを参照 | 同時ネット   |
| 新潟県         | 新潟放送(BSN)           | TBS系列 | 放送リストを参照 | 同時ネット   |
| 長野県         | 信越放送(SBC)           | TBS系列 | 放送リストを参照 | 同時ネット   |
| 静岡県         | 静岡放送(SBS)           | TBS系列 | 放送リストを参照 | 同時ネット   |
| 富山県         | チューリップテレビ(TUT) | TBS系列 | 放送リストを参照 | 同時ネット   |
| 石川県         | 北陸放送(MRO)           | TBS系列 | 放送リストを参照 | 同時ネット   |
| 中京広域圏     | CBCテレビ(CBC)          | TBS系列 | 放送リストを参照 | 同時ネット   |
| 近畿広域圏     | 毎日放送(MBS)           | TBS系列 | 放送リストを参照 | 同時ネット   |
| 鳥取県・島根県 | 山陰放送(BSS)           | TBS系列 | 放送リストを参照 | 同時ネット   |
| 岡山県・香川県 | 山陽放送(RSK)           | TBS系列 | 放送リストを参照 | 同時ネット   |
| 広島県         | 中国放送(RCC)           | TBS系列 | 放送リストを参照 | 同時ネット   |
| 山口県         | テレビ山口(tys)         | TBS系列 | 放送リストを参照 | 同時ネット   |
| 愛媛県         | あいテレビ(ITV)         | TBS系列 | 放送リストを参照 | 同時ネット   |
| 高知県         | テレビ高知(KUTV)        | TBS系列 | 放送リストを参照 | 同時ネット   |
| 福岡県         | RKB毎日放送(RKB)        | TBS系列 | 放送リストを参照 | 同時ネット   |
| 長崎県         | 長崎放送(NBC)           | TBS系列 | 放送リストを参照 | 同時ネット   |
| 熊本県         | 熊本放送(RKK)           | TBS系列 | 放送リストを参照 | 同時ネット   |
| 大分県         | 大分放送(OBS)           | TBS系列 | 放送リストを参照 | 同時ネット   |
| 宮崎県         | 宮崎放送(MRT)           | TBS系列 | 放送リストを参照 | 同時ネット   |
| 鹿児島県       | 南日本放送(MBC)         | TBS系列 | 放送リストを参照 | 同時ネット   |
| 沖縄県         | 琉球放送(RBC)           | TBS系列 | 放送リストを参照 | 同時ネット   |